# Аннабель Чонг
Аннабе́ль Чонг (при народженні кит.: 郭盈恩, англ. Grace Quek; нар. 22 травня 1972 року, Сингапур) — американська порноакторка сингапурського походження.

## Біографія
Вивчала юриспруденцію та мистецтво в Лондоні, потім переїхала до США, вчилася в університеті Південної Каліфорнії.

### Порноіндустрія
Чонг стала популярною в зв'язку з тим, що за 10 годин зайнялась сексом 251 раз з 83 чоловіками. Цей світовий рекорд був встановлений в 1995 році і названо наймасштабнішою груповим сексом у світі. Також вона вперше ввела в порнофільми сцену з потрійним проникненням (секс одночасно з трьома чоловіками: анальний, вагінальний і оральний). У 2007 році на основі її біографії була поставлена п'єса «251».